# ブルチャーゴ
ブルチャーゴ（伊: Bulciago）は、イタリア共和国ロンバルディア州レッコ県にある、人口約2,900人の基礎自治体（コムーネ）。

## 地理

### 位置・広がり
レッコ県南西部のコムーネ。県都レッコから南西へ14km、コモから東南東へ17km、州都ミラノから北北東へ33kmの距離にある。

#### 隣接コムーネ
隣接するコムーネは以下の通り。
- バルザーゴ
- カッサーゴ・ブリアンツァ
- コスタ・マズナーガ
- クレメッラ
- ガルバニャーテ・モナステーロ
- ニビオンノ

### 気候分類・地震分類
気候分類では、zona E, 2503 GGに分類される。
また、イタリアの地震リスク階級 (it) では、zona 3 (sismicità bassa) に分類される。